# Уельва
Уельва (ісп. Huelva) — місто і муніципалітет на південному заході Іспанії, адміністративний центр провінції Уельва. Місто розташоване на березі Кадіської затоки біля місця впадіння річок Одіель і Тінто. Станом на 2009 рік його населення становило 149 тис. мешканців.
31 травня 2015 р., у празник П'ятидесятниці, Апостольський Візитатор для українців греко-католиків в Італії та Іспанії владика Діонісій (Ляхович) освятив у місті парафіяльний храм УГКЦ на честь Святих рівноапостольних Кирила й Методія, учителів слов'янських. Новозбудований храм став першою святинею і власністю УГКЦ в Іспанії, що був зведений власними силами української громади.

## Історія
- Спочатку торгове поселення, засноване фінікійцями завдяки багатим родовищам руди в прилеглих горах, пізніше воно потрапило до рук римлян, вестготів і маврів.
- У 1486 році Христофор Колумб, завдяки заступництву ченців з монастиря Ла-Рабіда, отримав дозвіл від католицької королеви Ізабелли I розпочати експедицію до Індії, у якій він відправився з порту Палос-де-ла-Фронтера в 1492 році.
- У 1528 році Ернан Кортес прибув сюди після завоювання Мексики.
- У 1755 році землетрус повністю зруйнував місто Уельва.

## Населення
Населення Уельви становило 149 410 осіб у 2010 році. Місто пережило демографічний бум у дев’ятнадцятому столітті через розробку мінеральних ресурсів у цьому районі та ще один із будівництвом Поло де Десаррольо (промисловий центр) у 1960-х роках. У 1787 році його населення становило 5377 жителів, а до 1857 року воно зросло лише до 8519. З 1887 року місто швидко зростало, досягнувши 21 539 жителів у 1900 році, 56 427 у 1940 році та 96 689 у 1970 році. У наступні десятиліття відбулося швидке зростання, і населення досягло 141 479 до 1991 року.
З 1997 по 2007 рік імміграція як з-за кордону, так і з околиць постійно зростала. У 2007 році населення міста сягнуло 145 000, тоді як агломерація налічувала майже 232 000 жителів, охоплюючи прилеглі райони Альхараке, Могер, Сан-Хуан-дель-Пуерто, Пунта-Умбрія, Гібралеон і Палос-де-ла-Фронтера. Перепис 2006 року зафіксував майже 5000 людей, які народилися за кордоном у міському центрі, більшість з яких були марокканського походження.
| Рік  | Чисельність | Чисельність |
| ---- | ----------- | ----------- |
| 2001 | 141 334     | [ 1 ]       |
| 2002 | 140 862     | [ 2 ]       |
| 2003 | 144 831     | [ 3 ]       |
| 2004 | 144 369     | [ 4 ]       |
| 2005 | 145 150     | [ 5 ]       |
| 2006 | 145 763     | [ 6 ]       |

| Рік  | Чисельність | Чисельність |
| ---- | ----------- | ----------- |
| 2007 | 146 173     | [ 7 ]       |
| 2008 | 148 027     | [ 8 ]       |
| 2009 | 148 806     | [ 9 ]       |
| 2010 | 149 310     | [ 10 ]      |
| 2011 | 148 918     | [ 11 ]      |
| 2012 | 148 568     | [ 12 ]      |

| Рік  | Чисельність | Чисельність   |
| ---- | ----------- | ------------- |
| 2013 | 148 101     | [ 13 ]        |
| 2014 | 147 212     | [ 14 ]        |
| 2015 | 146 318     | [ 15 ]        |
| 2016 | 145 468     | [ 16 ]        |
| 2017 | 145 115     | [ 17 ]        |
| 2018 | 144 258     | [ 18 ] [ 19 ] |

| Рік  | Чисельність | Чисельність |
| ---- | ----------- | ----------- |
| 2019 | 143 663     | [ 20 ]      |
| 2020 | 143 837     | [ 21 ]      |
| 2021 | 142 538     | [ 22 ]      |
| 2022 | 141 854     | [ 23 ]      |
| 2023 | 142 532     | [ 24 ]      |
| 2024 | 143 290     | [ 25 ]      |

| Рік  | Чисельність | Чисельність |
| ---- | ----------- | ----------- |
| 2001 | 141 334     | [ 1 ]       |
| 2002 | 140 862     | [ 2 ]       |
| 2003 | 144 831     | [ 3 ]       |
| 2004 | 144 369     | [ 4 ]       |
| 2005 | 145 150     | [ 5 ]       |
| 2006 | 145 763     | [ 6 ]       |

| Рік  | Чисельність | Чисельність |
| ---- | ----------- | ----------- |
| 2007 | 146 173     | [ 7 ]       |
| 2008 | 148 027     | [ 8 ]       |
| 2009 | 148 806     | [ 9 ]       |
| 2010 | 149 310     | [ 10 ]      |
| 2011 | 148 918     | [ 11 ]      |
| 2012 | 148 568     | [ 12 ]      |

| Рік  | Чисельність | Чисельність   |
| ---- | ----------- | ------------- |
| 2013 | 148 101     | [ 13 ]        |
| 2014 | 147 212     | [ 14 ]        |
| 2015 | 146 318     | [ 15 ]        |
| 2016 | 145 468     | [ 16 ]        |
| 2017 | 145 115     | [ 17 ]        |
| 2018 | 144 258     | [ 18 ] [ 19 ] |

| Рік  | Чисельність | Чисельність |
| ---- | ----------- | ----------- |
| 2019 | 143 663     | [ 20 ]      |
| 2020 | 143 837     | [ 21 ]      |
| 2021 | 142 538     | [ 22 ]      |
| 2022 | 141 854     | [ 23 ]      |
| 2023 | 142 532     | [ 24 ]      |
| 2024 | 143 290     | [ 25 ]      |

## Клімат
Уельва та її агломерація мають середземноморський клімат (Köppen: Csa), який характеризується м’якою вологою зимою та довгим спекотним сухим літом. Середня річна температура становить приблизно 18,1°C (64,6°F), середня максимальна температура досягає 25,5°C (77,9°F) у серпні та найнижча 11,4°C (52,5°F) у січні. Річна кількість опадів становить близько 525 мм (20,7 дюймів) на рік, як правило, розподіляється на 53 дощові дні, причому грудень є найбільш вологим місяцем. Екстремальні температури включали максимум 43,9°C (111,0°F), зафіксований 25 липня 2022 року, і мінімум -3,2°C (29°F), зафіксований у січні. У той час як Уельва відчуває м’якіші умови поблизу берегової лінії, її розташування поблизу дельти річки дещо посилює літнє тепло.
Снігопад - надзвичайно рідкісне явище в місті Уельва. Найзначніші зареєстровані снігопади відбулися в лютому 1954 року та січні 1991 року, коли глибина снігу сягала до 10 см (4 дюйми) і 15 см (6 дюймів), відповідно, викликаючи значні збої через відсутність готовності регіону до таких подій. На клімат Уельви також впливає перебування в Атлантичному океані, який знижує температуру, особливо в прибережних районах.
Унікальний мікроклімат Сьєрра-де-Уельви також сприяє періодичним щорічним снігопадам, що робить її відмінною рисою порівняно з помірними низовинами.

## Географія

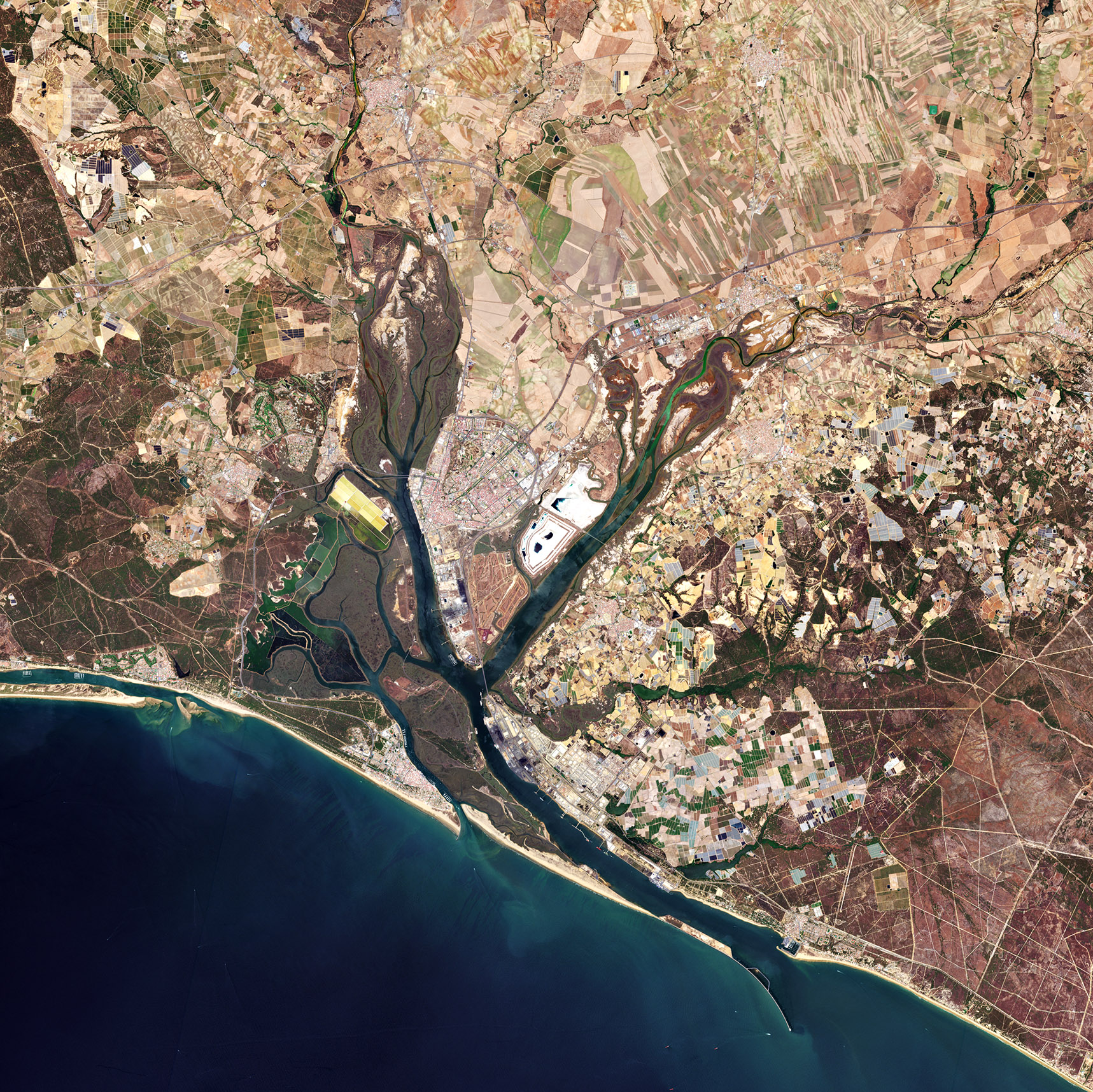
Розташування

Уельва розташована на південному заході Піренейського півострова, в затоці Кадіс, з виходом до Атлантичного океану. Берегова лінія, що тягнеться вздовж затоки Кадіс, відома як Коста-де-ла-Лус. Місто розташоване біля гирла, утвореного злиттям Одієл і Тінто, затиснутого між обома річками.
Досить широкий естуарій у стародавні часи, естуарій Уельви поступово замулився до значної міри.

## Транспорт
Уельва є домом для Grupo Damas, великої провінційної автобусної компанії, яка забезпечує сполучення між Уельвою та іншими містами Іспанії. Автобуси відправляються з автовокзалу Estación de Autobuses de Huelva.
У місті є сучасний залізничний вокзал, відкритий у 2018 році, який сполучає Уельву з Севільєю регулярними поїздами та з Мадридом щоденними високошвидкісними поїздами AVE. Зараз між Уельвою та Португалією немає прямих поїздів.
Порт Уельви пропонує пасажирські поромні перевезення, якими керує Naviera Armas. Пором Volcán del Teide забезпечує щотижневе сполучення з Арресіфе (Лансароте) і Лас-Пальмас-де-Гран-Канарія на Канарських островах.
Уельва ще не має власного аеропорту. Найближчими аеропортами є аеропорт Фару (Португалія), приблизно за 93 км, і аеропорт Севільї, приблизно за 95 км. Обидва аеропорти пропонують ряд внутрішніх і міжнародних рейсів.

## Релігія
- Центр Уельвської діоцезії Католицької церкви.

## Персоналії
- Аль Бекрі (1014—1094) — андалусійський мусульманський географ та історик.

## Міста-побратими
- Кадіс, Іспанія
- Фару, Португалія
- Х’юстон, Сполучені Штати
- Нью-Джерсі, Сполучені Штати
- Viganella, Італія
- Генуя, Італія

## Фотографії

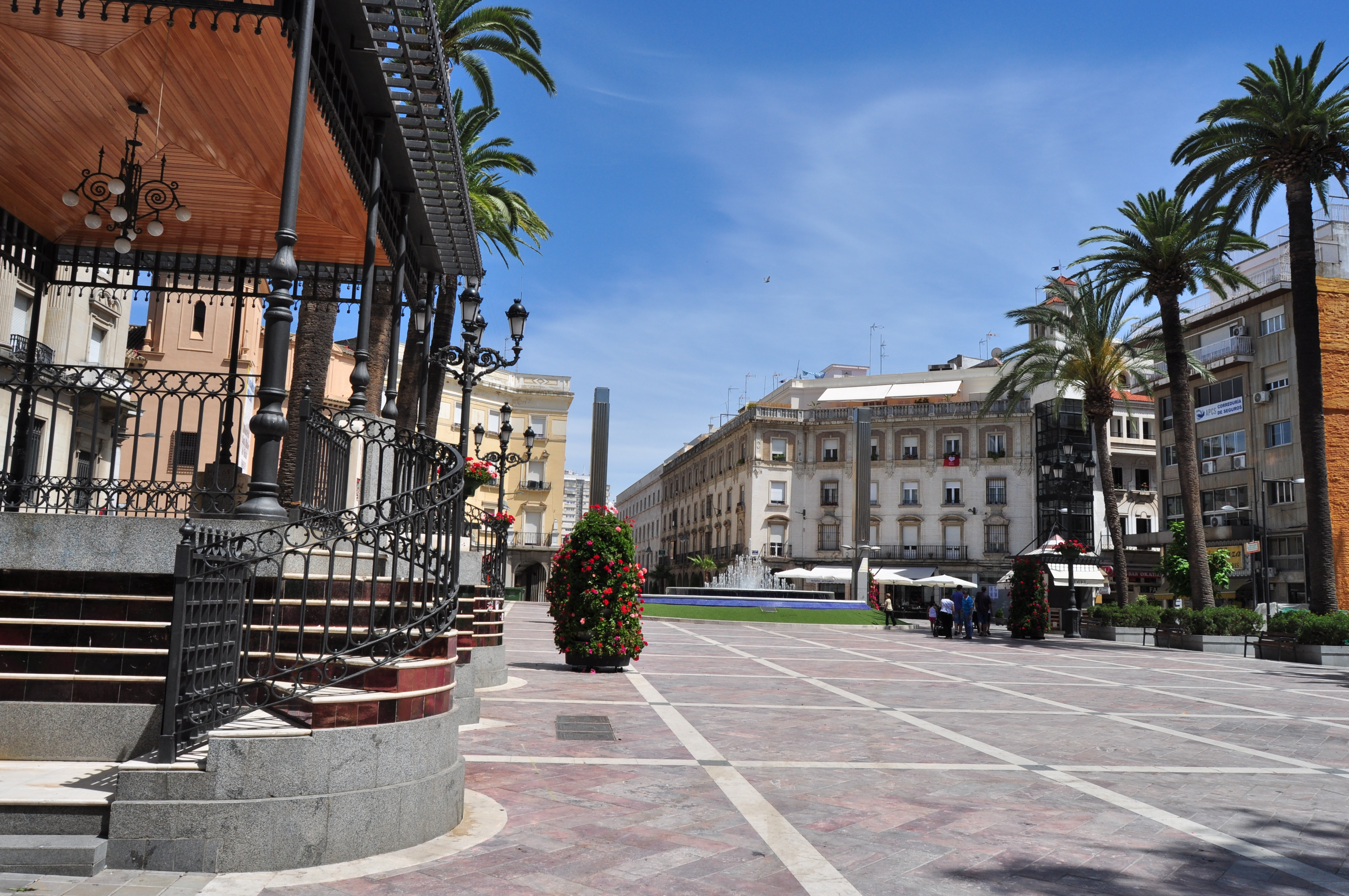
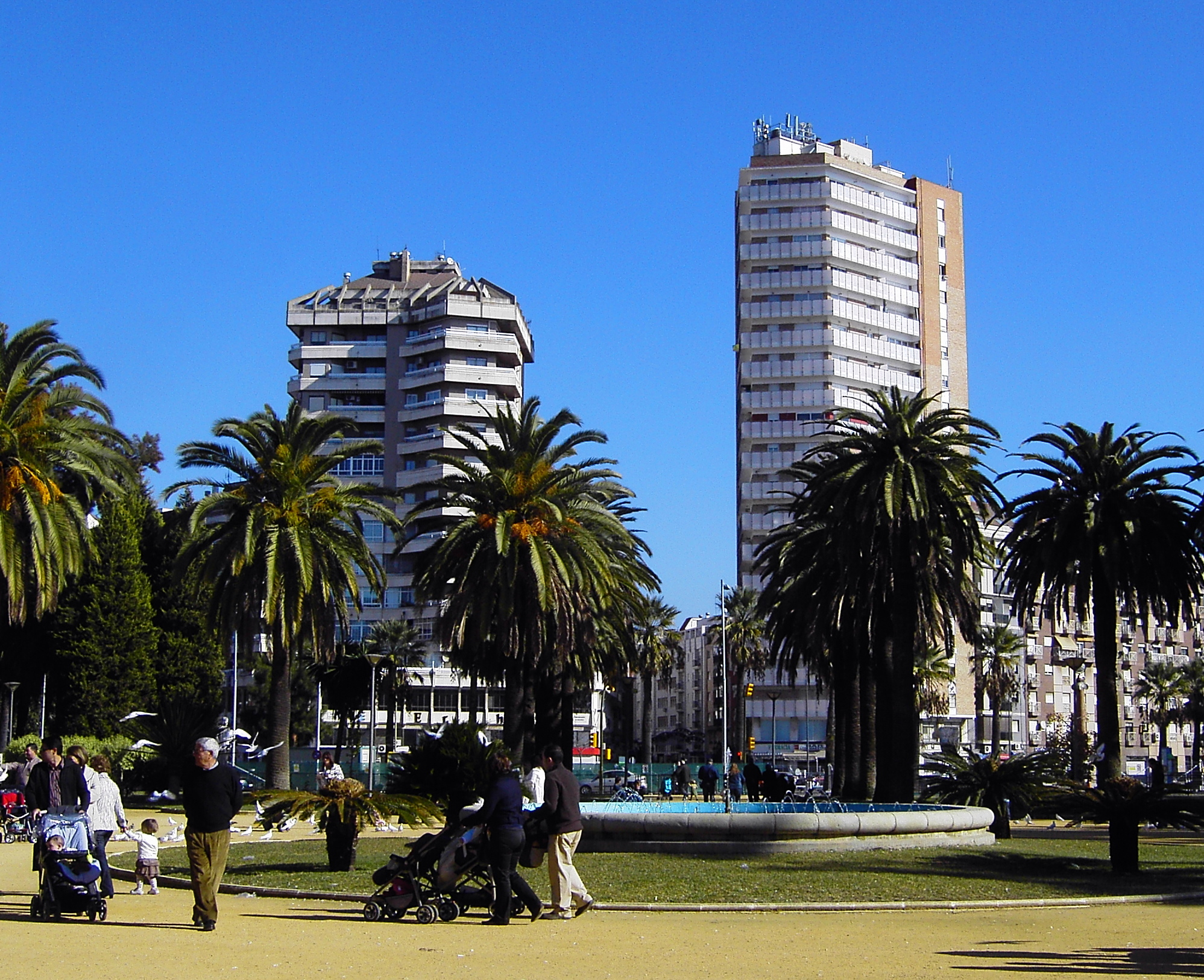
Парк
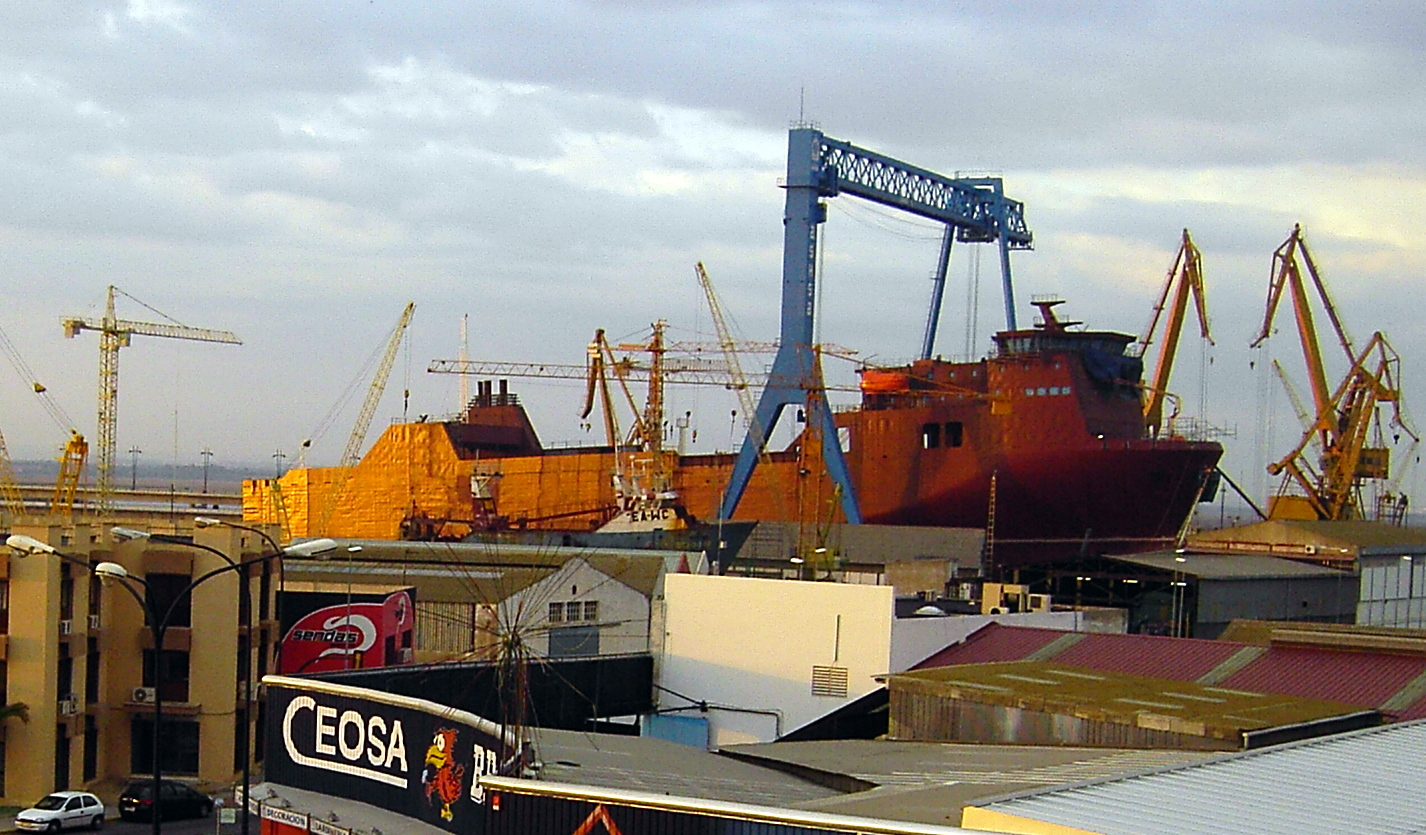
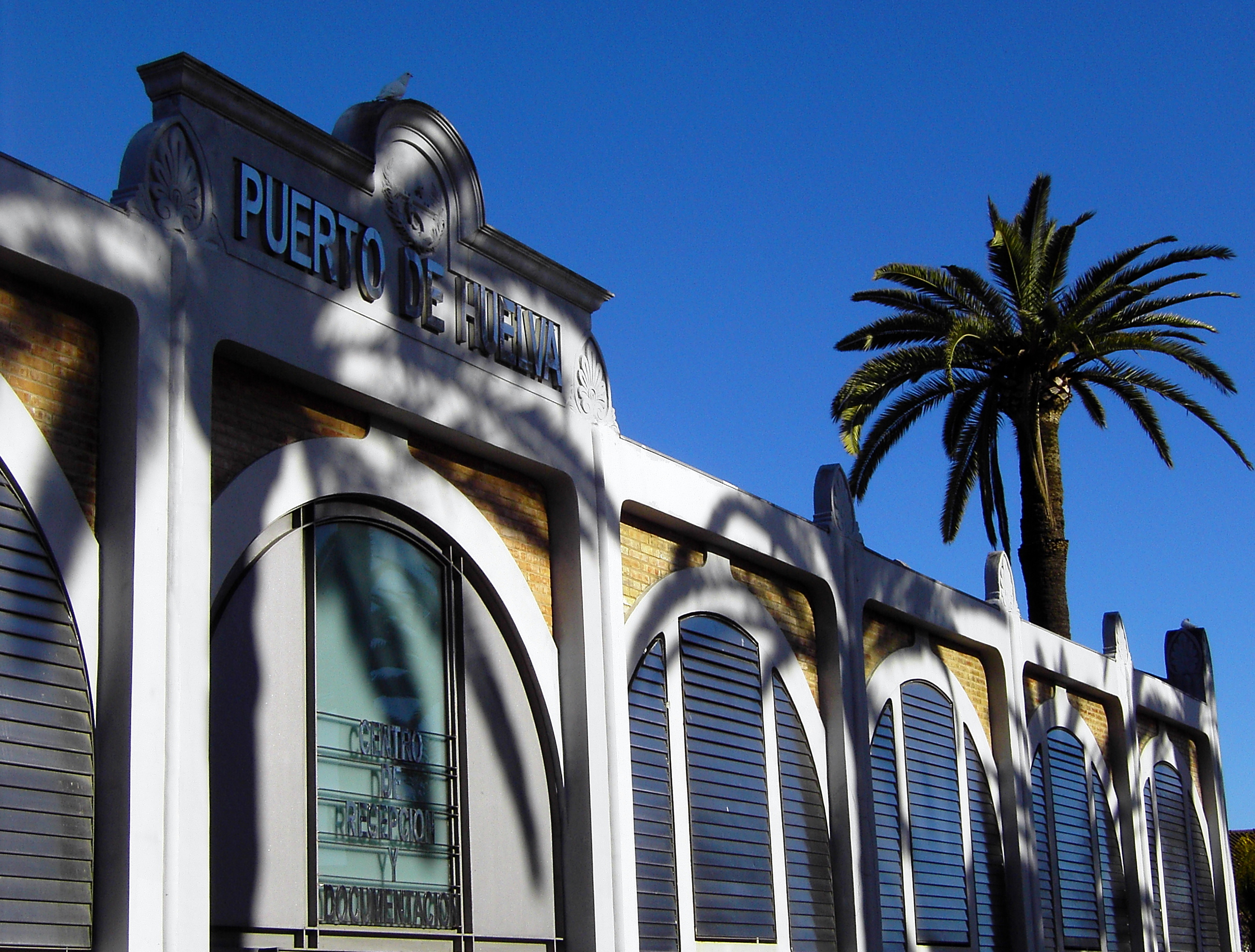
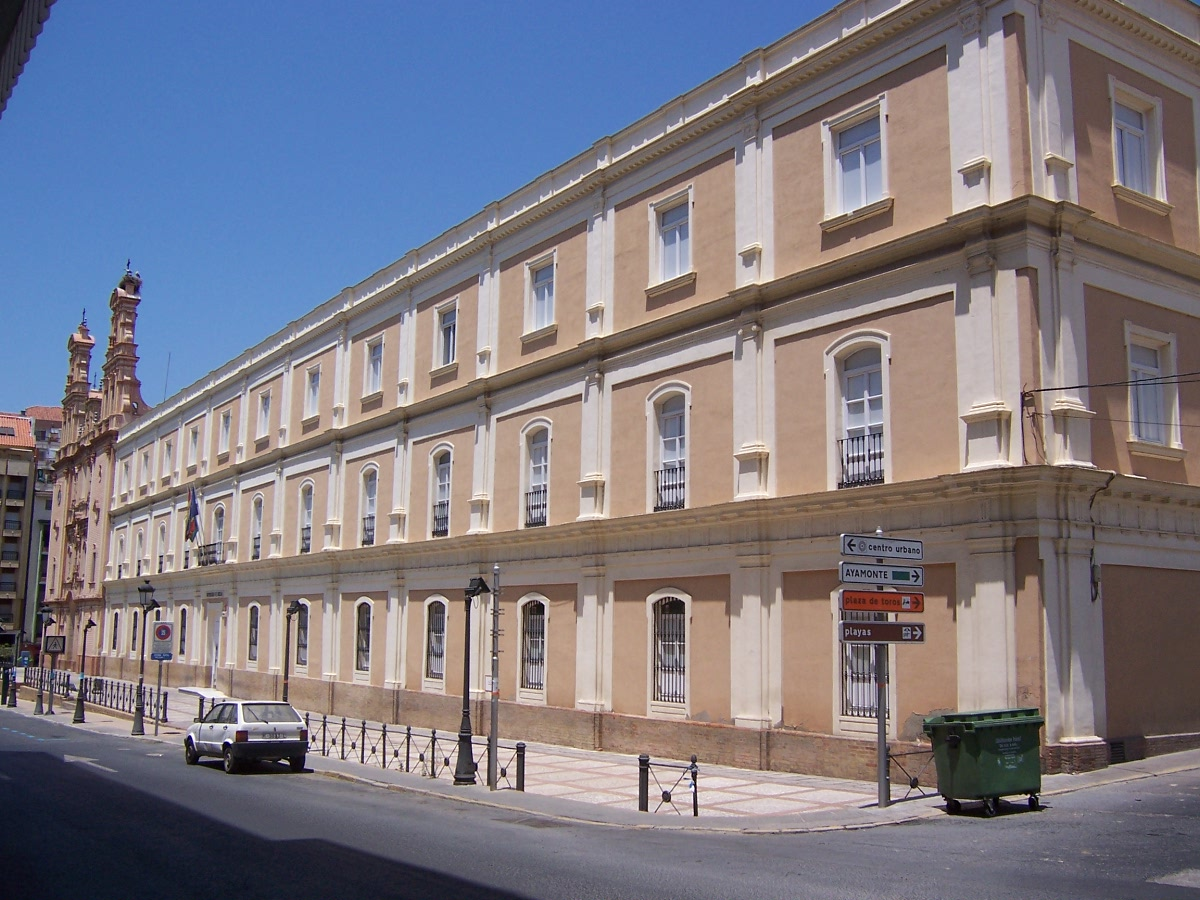
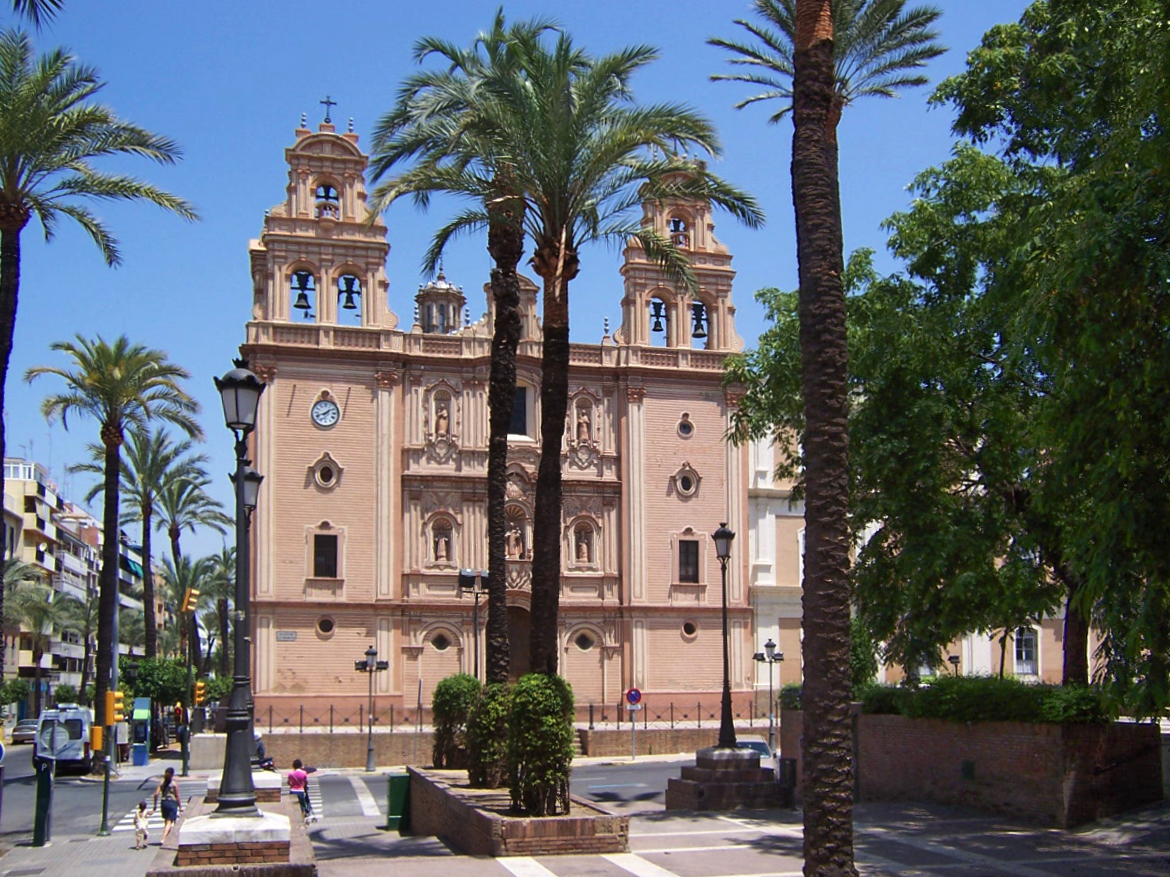
Кафедральний собор
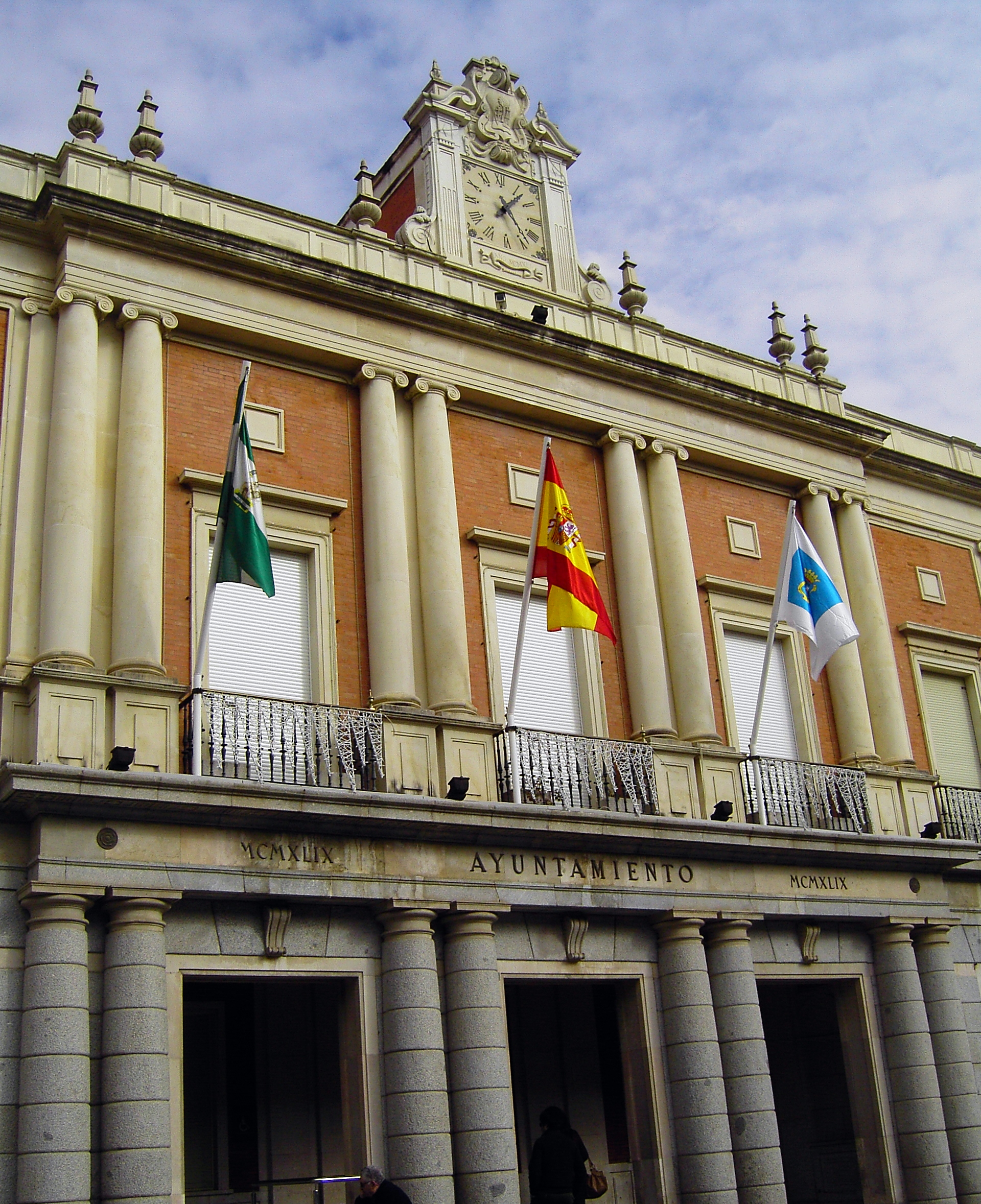
Пам'ятник